# Oxystophyllum torricellianum
Oxystophyllum torricellianum är en orkidéart som först beskrevs av Friedrich Fritz Wilhelm Ludwig Kraenzlin, och fick sitt nu gällande namn av Mark Alwin Clements. Oxystophyllum torricellianum ingår i släktet Oxystophyllum och familjen orkidéer. Inga underarter finns listade i Catalogue of Life.